# Виноградов, Александр Дмитриевич (Герой Советского Союза)
Александр Дмитриевич Виноградов (1922—1980) — участник Великой Отечественной войны, командир роты 1-го гвардейского стрелкового полка (2-я гвардейская стрелковая дивизия, 56-я армия, Северо-Кавказский фронт), гвардии старший лейтенант, Герой Советского Союза.

## Биография
Родился 6 декабря 1922 года в деревне Обухово, ныне Бельского района Тверской области в семье крестьянина. Русский.
Образование среднее.
В Красной Армии с 1940 года. В 1942 году окончил курсы комсостава «Выстрел». В действующей армии — с октября 1942. Член ВКП(б)/КПСС с 1943 года.
Командир 2-й роты 1-го гвардейского стрелкового полка гвардии старший лейтенант Александр Виноградов отличился 8 августа 1943 года при прорыве вражеского оборонительного рубежа «Голубая линия» на Тамани. На высоте 167,4 в районе Саук-Дере рота под его командованием первой ворвалась в траншею противника и уничтожила до взвода пехоты. В ходе последующего наступления рота успешно отражала яростные контратаки противника, прочно удерживала захваченный рубеж, способствуя наступлению батальона и полка.
После войны Виноградов продолжал службу в армии. В 1953 окончил Военную академию им. М. В. Фрунзе и работал в ней преподавателем. С 1979 года кандидат военных наук, доцент, полковник А. Д. Виноградов — в отставке.
Умер 20 декабря 1980 года. Похоронен в Москве на  Хованском кладбище.

## Награды
- Звание Героя Советского Союза присвоено 25 октября 1943 года[1].
- Награждён орденом Ленина, двумя орденами Красной Звезды, орденом «За службу Родине в Вооружённых силах СССР» 3 степени и медалями.

## Память
- Бюст Героя установлен в военном городке Таманской дивизии[2].

## Интересный факт
- При штурме высоты 167,4 в районе Саук-Дере шесть советских воинов были удостоены звания Героя Советского Союза[3].